# Haplostylus dakini
Haplostylus dakini är en kräftdjursart som först beskrevs av W. M. Tattersall 1940.  Haplostylus dakini ingår i släktet Haplostylus och familjen Mysidae. Inga underarter finns listade i Catalogue of Life.